# Pillars
Pillars es una demo grabada en 1998 por Sunny Day Real Estate. Sub Pop lanzó dos versiones de esta demo, una de ellas exclusiva para España.

## Listado de canciones

### Pillars (Import from Spain)
1. Pillars (radio edit)
2. Guitar & Video Games

### Pillars (Promo)
1. Pillars (Radio Edit)
2. Pillars (versión álbum)

- Datos: Q6075921